# Lan Kwai Fong

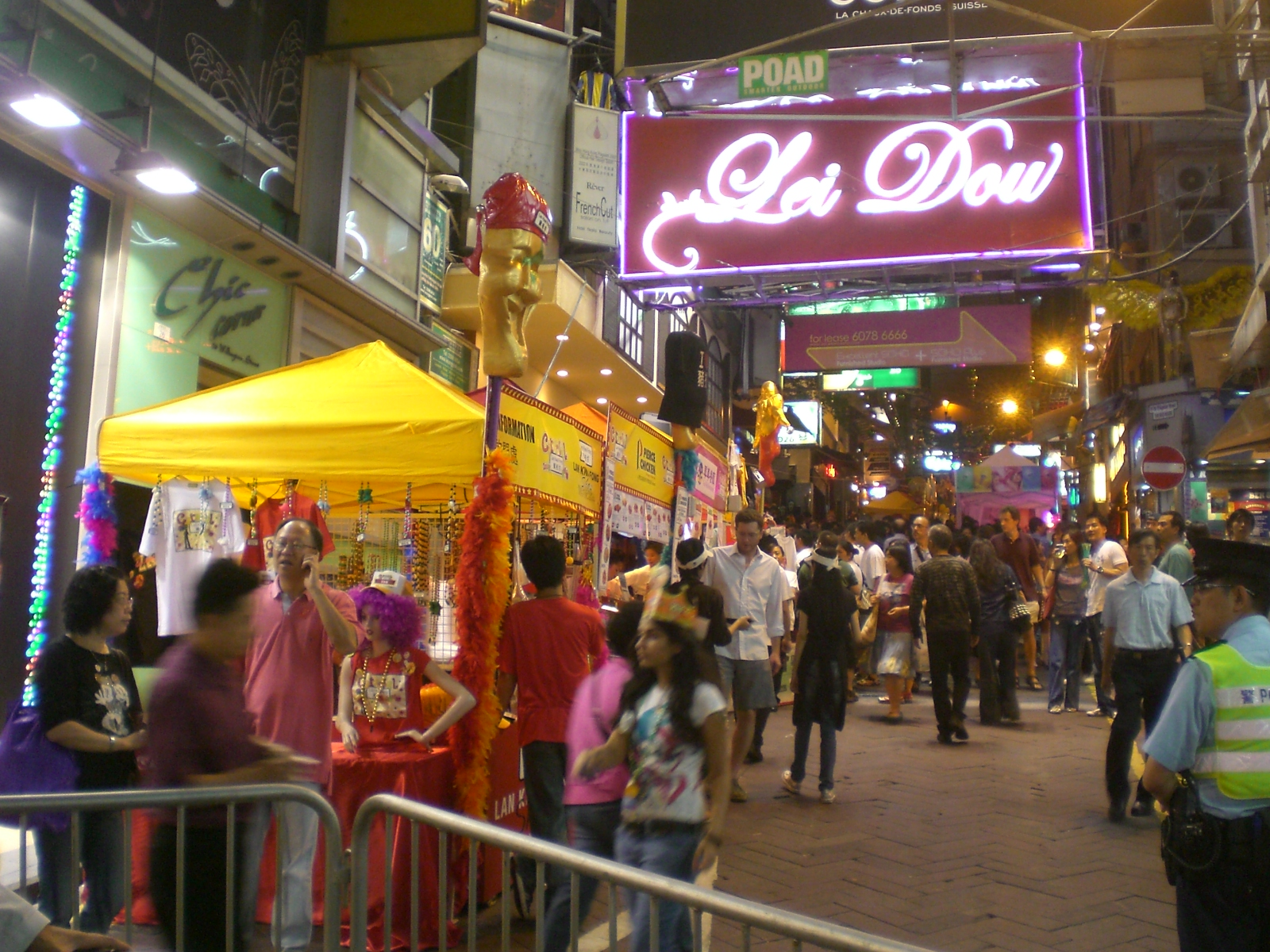
Carnaval 2008 de Lan Kwai Fong, à D'Aguilar Street.

Lan Kwai Fong est un ensemble de rues animées de Central, à Hong Kong. Le quartier, qui comporte plusieurs dizaines de bars et de boîtes de nuit, est délimité par la ruelle pavée Lan Kwai Fong proprement dite et D'Aguilar Street, les deux rues « en L » délimitant un rectangle.
Autrefois repaire de marchands à la sauvette, Lan Kwai Fong est, depuis sa réhabilitation dans les années 1980, un centre de la vie nocturne, fréquenté par les expatriés. Il constitue une véritable enclave internationale à l'intérieur du territoire, souvent qualifiée de « Soho » asiatique.

## Délimitation

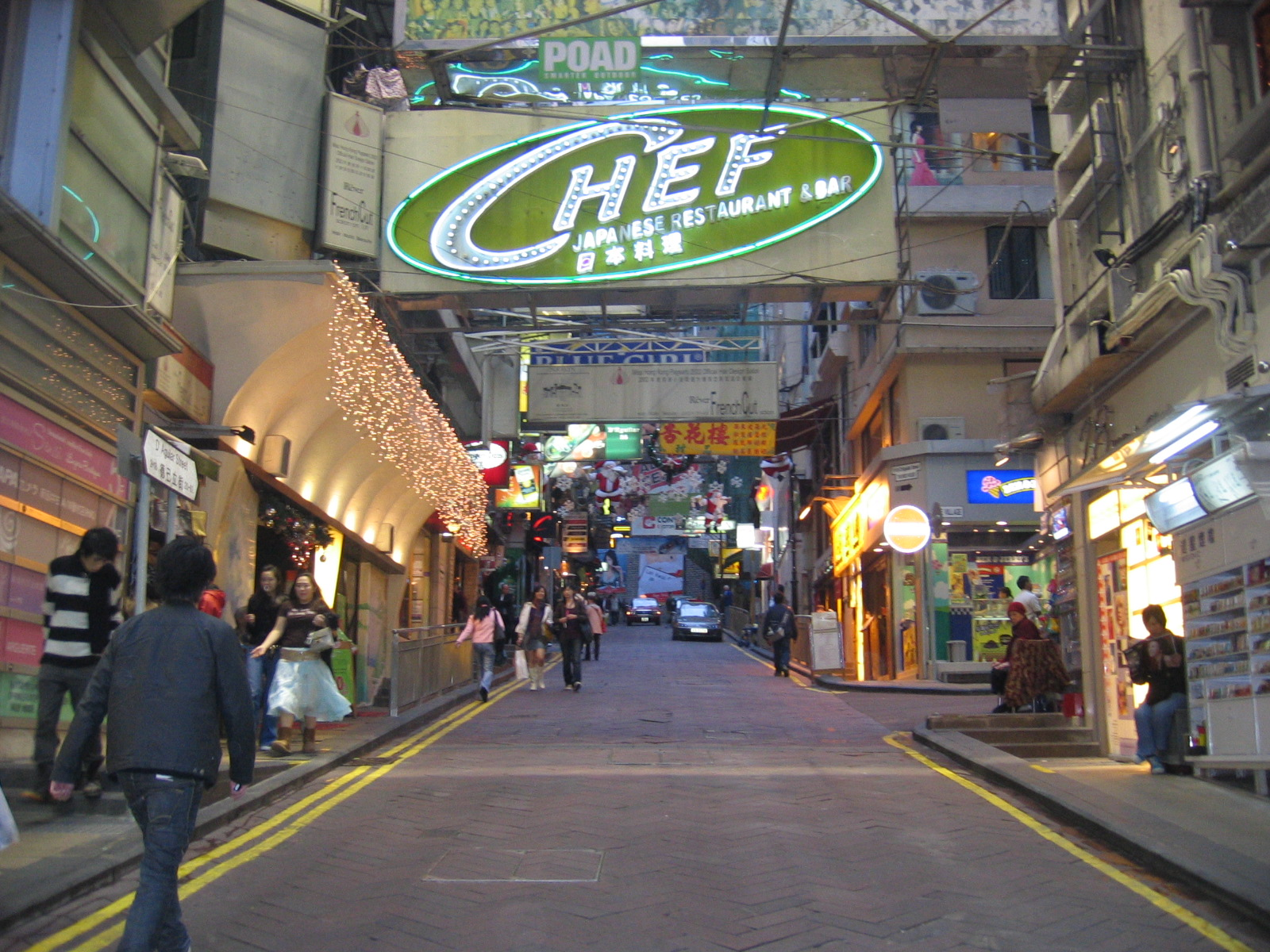
D'Aguilar Street.

Outre la rue Lan Kwai Fong et D'Aguilar Street, le quartier de Lan Kwai Fong comprend également, sur le côté ouest du rectangle ainsi délimité, les ruelles Wo On Lane and Wing Wah Lane, où se trouvent plusieurs bars et restaurants. On  peut d'autre part considérer que le quartier inclut Wellington Street et Wyndham Street, jusqu'au Hong Kong Fringe Club.

## Histoire

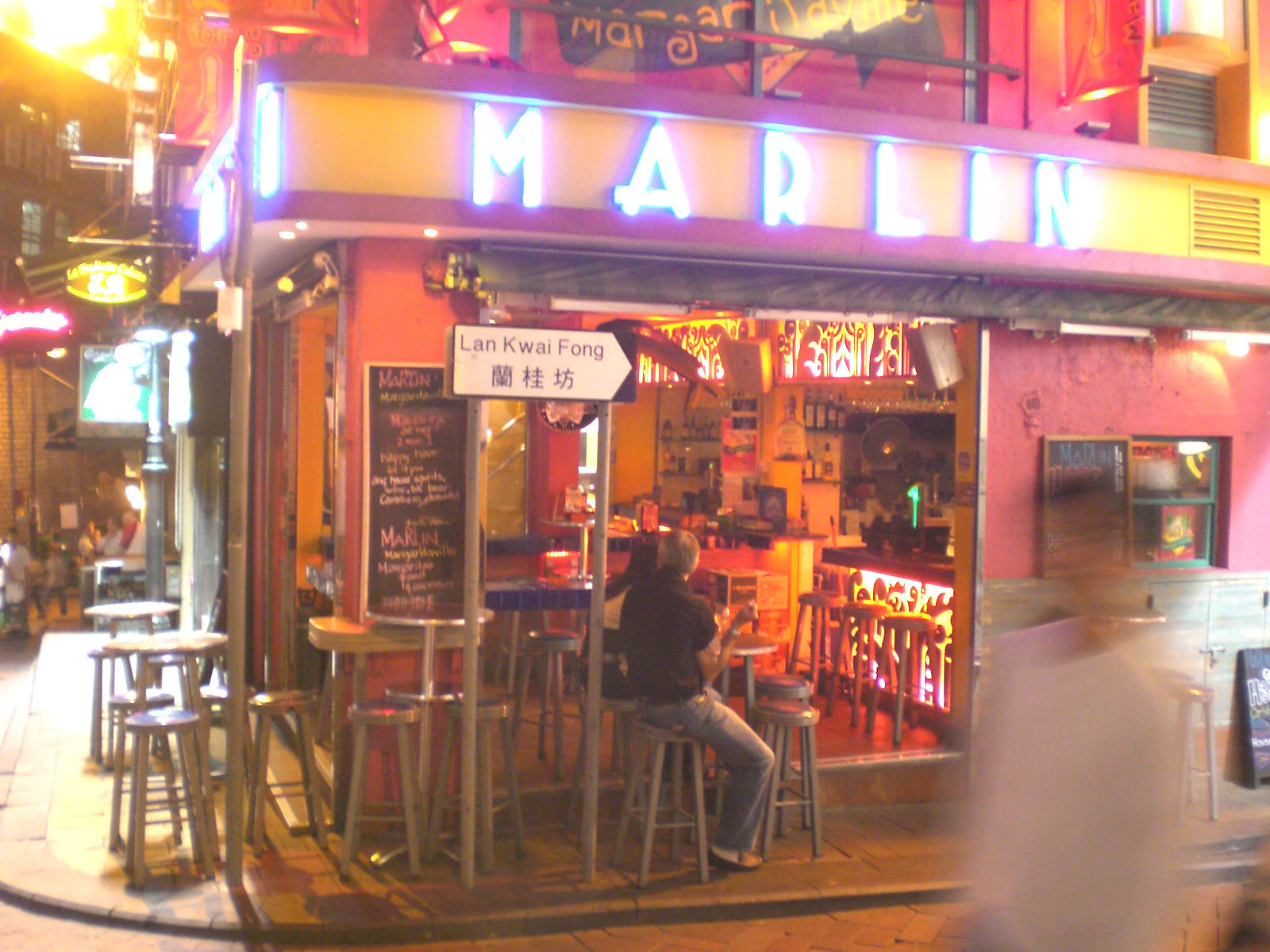
Un des bars du quartier

### Lan Kwai Fong avant la Seconde Guerre mondiale
Liam Fitzpatrick a constaté en 1993 que Lan Kwai Fong est resté jusqu'en 1870 le quartier des bars et des prostituées, préfigurant dans une certaine mesure son évolution future. Vers 1890, des immeubles d'habitation y furent construits, pour leur propre usage, par des commerçants chinois venus de Canton. La rue acquit une certaine « respectabilité mercantile ».
Avant la Seconde Guerre mondiale cependant, le quartier était surtout peuplé de petits marchands à la sauvette. On y trouvait également beaucoup de marieuses (媒人, muy yan), chargées d'arranger les mariages. La ruelle de Lan Kwai Fong était d'ailleurs appelée à l'époque  Mui Yan Hong (媒人巷, littéralement, ruelle des marieuses), ou encore Hong Leung Hong (紅娘巷).

### Rénovation des années 1980
Le secteur de Lan Kwai Fong, dont le nom signifie mot à mot « Place des orchidées et des osmanthus » en souvenir de ses petits vendeurs de fleurs exotiques, a été réhabilité dans les années 1980 par un groupe d'entrepreneurs qui en a fait un centre de la vie nocturne à Hong-Kong. On a pu dire de Lan Kwai Fong que c'était à Hong Kong l'équivalent du Soho de Londres, voire une sorte de Montmartre asiatique.
Le renouveau du quartier à la fin du XXe siècle commença avec l'ouverture dans D'Aguilar Street, le 22 décembre 1978, par Gordon Huthart, le fils d'un directeur de Lane Crawford, dans le sillage de la vogue du film La Fièvre du samedi soir (Saturday Night Fever), d'une  discothèque le Disco Disco, qui acquit rapidement un « statut quasi-mythique dans le panthéon des lieux nocturnes de Hong Kong ». Cette ouverture constituait une alternative à The Scene, la toute première discothèque ouverte à Hong Kong  en 1968, dans le Peninsula Hotel, plus conventionnelle et où les homosexuels n'étaient pas les bienvenus, comme Gordon Huthart avait lui-même pu le constater. Cette ouverture fut suivie, le 3 décembre 1982, de celle (en face de la porte de derrière du Disco Disco) d'un café dénommé 1997, par quatre entrepreneurs autrichiens ; ce nom était une allusion ironique aux craintes liées à la future rétrocession de Hong Kong à la Chine, ce qui lui valut une notoriété instantanée. Ces succès furent suivis, en 1983, par l'ouverture, par Allan Zeman, un homme d'affaires germano-canadien installé à Hong Kong en 1975, également connu comme étant « le père de Lan Kwai Fong », du restaurant California.
Un an après ce premier succès d'Allan Zeman, il investit 32 millions de dollars de Hong Kong pour acheter tout un pâté de maisons, se lancer dans l'industrie du loisir et la promotion immobilière, et créer le Lan Kwai Group. Cet investissement mena au quartier que l'on connaît aujourd'hui, fréquenté tant par les expatriés que par les touristes. Outre des restaurants, des boîtes de nuit et des bars, on trouve également à Lan Kwai Fong quelques galeries d'art.

### Festivités et désastre de 1993
Les festivités d'Halloween ou de la veille du Nouvel An (New Year's Eve) provoquent un tel concours de population que le quartier en est paralysé. La police de Hong Kong s'efforce alors de garantir le calme.
Cependant, le 1er janvier 1993, 21 personnes furent tuées, et un nombre de personnes plus important encore furent blessées, lors d'une panique survenue pendant les célébrations du Nouvel An à Lan Kwai Fong. Cette catastrophe fut causée par la conjonction d'un ensemble de facteurs tels que l'étroitesse des rues et leur pente, une insuffisante préparation des forces de police, et enfin le mauvais temps.